# Бидасоа
Бидасоа (исп. Bidasoa, фр. Bidassoa) — река в Испании, протекает по территории испанских провинций Наварра (95,7 % площади бассейна) и Гипускоа, в составе которых имеются комарки Альто-Бидасоа (Верхняя Бидасоа) и Бахо-Бидасоа (Нижняя Бидасоа). По 15-километровому участку нижнего течения реки проходит граница с Францией (департамент Пиренеи Атлантические).

## География
Река Бидасоа образуется на западе Пиренеев при слиянии нескольких ручьёв у посёлка Эрратсу и течёт на запад через муниципалитеты Бастан и Бертис-Арана до муниципалитета Сантестебан, где поворачивает на север. По узкой долине река протекает через муниципалитет Вера-де-Бидасоа и затем выходит в прибрежную зону, где впадает в бухту Фонтараби Бискайского залива.

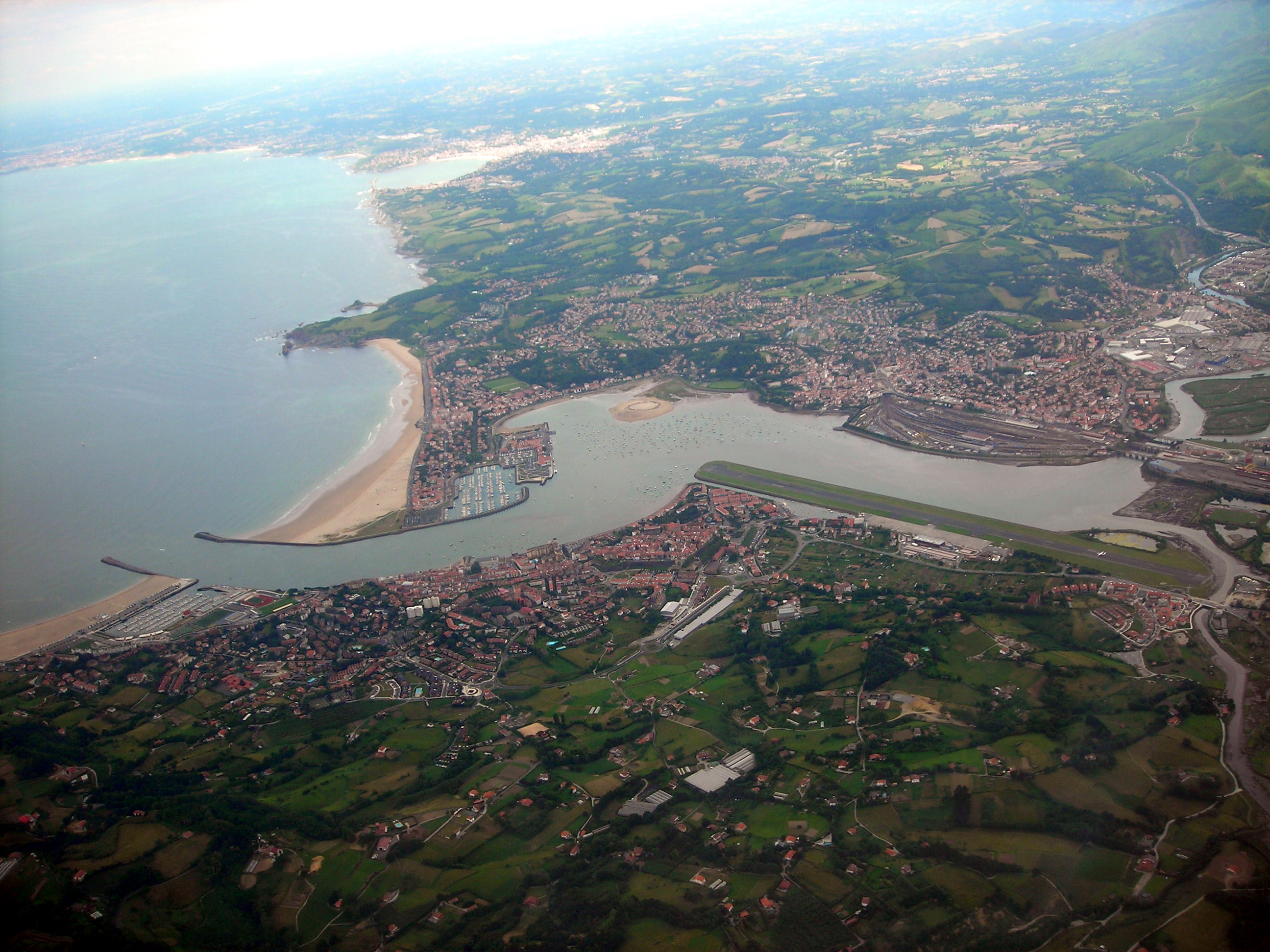
Устье реки Бидасоа

Длина реки составляет 66 км, площадь водосборного бассейна — 700 км². Притоки: Бастан, Артесиага, Марин, Сиберия, Эскурра, Аррата, Тхимиста, Сиа, Эндара.
В устье реки располагаются города Ирун, Фуэнтеррабиа (Испания) и Андай (Франция); деревня Эндарлаца стоит на реке на самой границе между этими странами. В бухте находится аэропорт Сан-Себастьян, обслуживающий внутренние рейсы. Рядом с аэропортом реку пересекает международный железнодорожный мост, выше которого на реке расположено несколько островов, включая известный остров Фазанов.
Бассейн реки расположен в области умеренного и влажного климата атлантического типа. Среднегодовая температура составляет 12,3 °C. Осадки наиболее часты с ноября по январь, летом — сухой период.

## История
Остров Фазанов (или Конференции) известен тем, что в 1659 году на нём был заключён Пиренейский мир. На острове также проходили переговоры между французским королём Людовиком XI и королём Кастилии Энрике IV по делу о бракосочетании герцога Гиеньского в 1463 году, а в 1525 году на нём произошёл обмен пленного Франциска I на его двух сыновей, которые в качестве заложников стали пленниками Карла V. В настоящее время территория острова является кондоминиумом и через каждые 6 месяцев переходит от Франции к Испании и наоборот.
На испанском берегу реки Бидасоа 7 октября 1813 года произошло сражение между французской армией Сульта и объединёнными англо-испанско-португальскими войсками под предводительством Артура Веллингтона.